# Clavilâmina
Clavilâmina é um instrumento de teclado, cujos sons são produzidos pela vibração de lâminas de aço. Foi criada por Hector Papelard, em Paris, como um aprimoramento à claviola. 